# 1223.
◄ | 12. stoljeće | 13. stoljeće | 14. stoljeće | ►
◄ | 1190-ih | 1200-ih | 1210-ih | 1220-ih | 1230-ih | 1240-ih | 1250-ih | ►
◄◄ | ◄ | 1220. | 1221. | 1222. | 1223. | 1224. | 1225. | 1226. | ► | ►►
Arhitektura • Astronomija • Glazba • Knjige • Književnost • Kršćanstvo • Medicina • Pravo • Promet • Znanost

## Smrti
- 14. srpnja – Filip II., kralj Francuske (* 1165.)

## Vanjske poveznice
|  | Zajednički poslužitelj ima još gradiva o temi 1223. |